# 樂宣
樂宣（1441年—？），字繼諧，湖廣永州府道州寧遠縣人，民籍。明朝政治人物。進士出身。

## 生平
湖廣鄉試第四十八名。成化五年（1469年）乙丑科會試第二百十七名，殿試登進士第二甲第十名。

## 家族
曾祖樂仕源。祖父樂逢清。父亲樂韶，曾任教諭。